# São Francisco tér
A São Francisco tér (portugálul: Praça São Francisco) Brazília São Cristóvão városának 17–19. századokból származó épületekkel szegélyezett főtere. Itt található többek között az egykori kormányzói palota (Palácio Provincial) és két római katolikus épületegyüttes. 2010-ben világörökségi helyszínné nyilvánították.

## Története
São Cristóvão Brazília negyedik legrégibb városa. 1590-ben, a spanyol–portugál perszonálunió idején alapította Cristóvão de Barros mint egy stratégiai pontot a helyi folyótorkolatok és a Salvador és Olinda közötti, kalózok és kannibálok által fenyegetett útvonal védelmére. A kezdetben alacsony területen fekvő város 1607-ben költözött mai, végleges helyére. 1636-ban holland kézre került, de 1645-ben a portugálok visszaszerezték. Egészen a 19. századig São Cristóvão volt a gyarmati terjeszkedés egyik központja és Sergipe székhelye.
A São Francisco teret II. Fülöp városrendezést érintő rendelkezései (Lei IX das Ordenações Filipinas) alapján hozták létre a 17. század elején mint a város főterét. A tér legrégebbi fennmaradt épülete a 17. századi Santa Cruz ferences templom és kolostor. Egy másik katolikus épületegyüttes az irgalmas barátok temploma és árvaháza. A tér épületeinek legtöbbje a 18–19. századból származik.
Létrejöttétől kezdve a tér a város adminisztratív, politikai és vallásos központja. Mi több, itt tartják a karnevált, a fesztiválokat és a különféle vallásos és világi rendezvényeket.
2005-ben az épületeket kijavították, a villanyoszlopokat eltávolították.

## Leírása
Az Assisi Szent Ferencről elnevezett tér egyedi példája a spanyol–portugál perszonálunió várostervezésének: európai spanyol stílusú főtér (plaza mayor) egy portugál trópusi gyarmati településen. Mérete 52 x 88 méter, négy oldalát homogén megjelenésű egyházi, magán- és középületek szegélyezik. Építészete és kialakítása mind a hely, mind az időszak kulturális és társadalmi szintjének kifejezése, és máig viszonylag eredeti állapotában maradt fenn.
A tér épületei:
- Északi oldalán a Santa Cruz, ismertebb nevén São Francisco ferences templom és kolostor áll. A ferencesek 1657-ben szereztek építési engedélyt, de a tulajdonképpeni építkezés csak 1693-ban kezdődött. A templom egyhajós, barokk stílusú; homlokzatán egy fülkében Assisi Szent Ferenc szobra látható. Tornyát 1938-ban építették újra.
- A kolostor mellett épült fel a 18. században a Harmadik Rend (Ordem Terceira) kápolnája; kriptákat és csontkamrákat is tartalmaz. 1974-től itt működik az egyházi művészet múzeuma (Museu de Arte Sacra), gyűjteménye több, mint 500 darabot számlál.
- A keleti oldalon helyezkedik el az irgalmas barátok (mizerikordiánusok) Santa Isabel-temploma és egykori irgalmasháza. A telket már 1608-ban a barátoknak adományozták, a jelenlegi épületek a 18. századból származnak. Az irgalmasházban ma árvaház működik.
- A tér déli oldalán áll az egykori kormányzói palota (Palácio Provincial). 1825-ben, Brazília függetlenedése után építették, 1960-ban itt rendezték be a helyi történelmi múzeumot (Museu do Estado). Két épület fogja közre: a Történelmi, Művészeti és Kulturális Örökség Intézetének (IPHAN) helyi székháza és egy magánház.
- A nyugati oldal mentén épült földszintes házakat a városi könyvtár használja.